# Limone di Rocca Imperiale
Espèce
Limone di Rocca Imperiale est une IGP de citron calabraise produite sur la commune de Rocca Imperiale, province de Cosence sur la mer Ionienne, en Italie. Le fruit est spécialement juteux et aromatique (teneur minimale en limonène garantie).

## Histoire

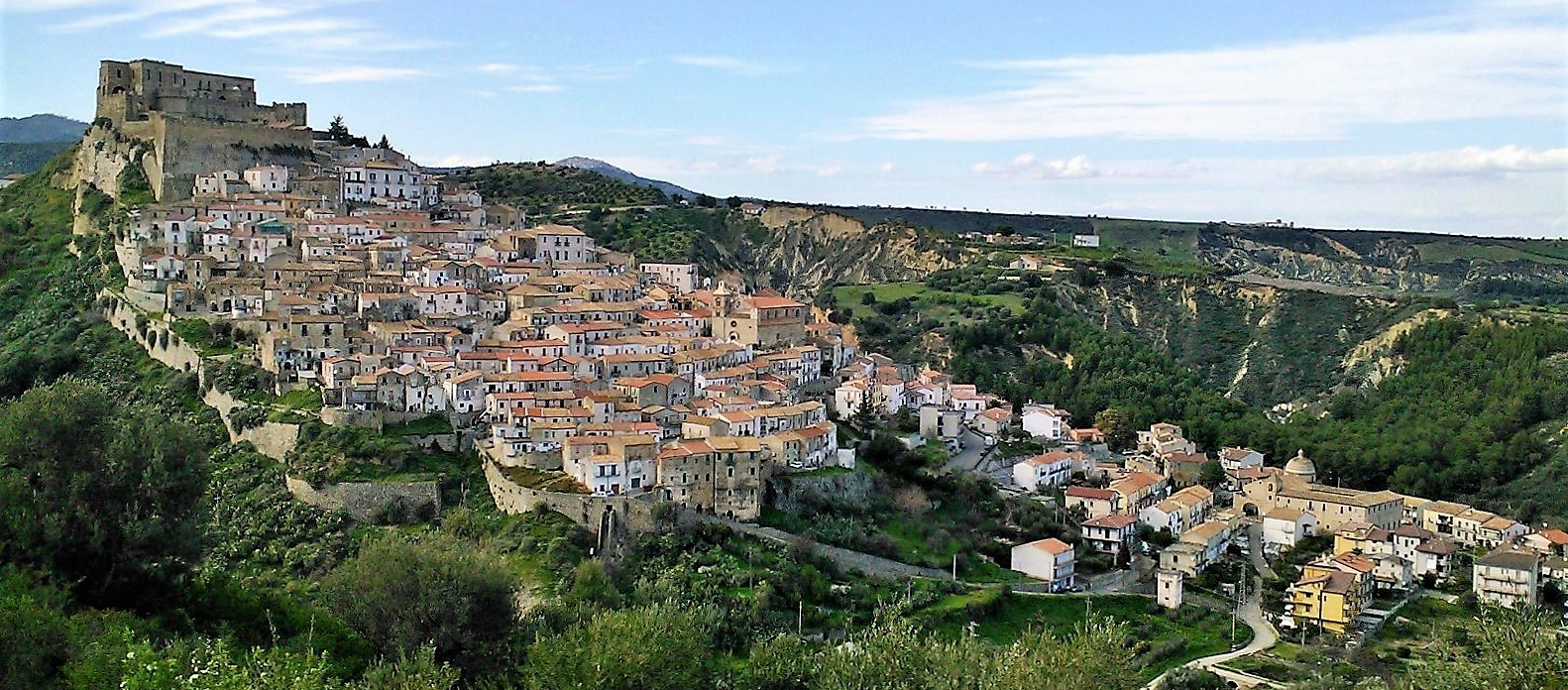
Rocca Imperiale et ses citronniers au premier plan

Limone Antico (ou Nostrano) di Rocca Imperiale est cultivé dans la province depuis longtemps, Charles Knight (1854) signale la fertilité de la région «le citron y pousse abondamment». Rocca Imperiale (ex Royaume de Naples) occupe le sommet d'une montagne isolée et doit son nom à l'empereur Frederic II On lit dans le dossier d'instruction de l'IGP qu'à cause de son relief la commune de Rocca Imperiale bénéficie d'un microclimat favorable aux citronniers: ils y sont protégés des vents froids, bien alimentés en eau de montagne, absence de gel. Les premières exportations de citron sont attestées entre 1865 et 1870. C'est à partir des années 1950 que la grande culture du citronnier commence, le Consorzio di tutela del Limone di Rocca Imperiale IGP est créé en 2000 qui débouche en 2006 à l'inscription sur la liste des produits agroalimentaires traditionnels italiens puis sur une stratégie promotionnelle (fête du citron ou Sagra dei Limoni di Rocca Imperiale - L'Oro di Federico, IGP, etc.).

### l'IGP
L'IGP a été publiée au JOC 157 du 27 mai 2011 (p. 10 à 12), règlement d'exécution no 149/2012 de la Commission du 20 février 2012. L'art. 5.2 de la demande définit la spécificité du citron de Rocca Imperiale: «son rendement en jus supérieur à 30 % et sa teneur en limonène (chémotypes majeurs) supérieure à 70 %. Combinées à d'autres composants aromatiques, elles confèrent aux fruits un parfum puissant et intense et forgent son identité». La couleur va du vert au jaune, la forme du fruit plus ou moins allongée, calibre <53 mm, acidité du jus <5 %.

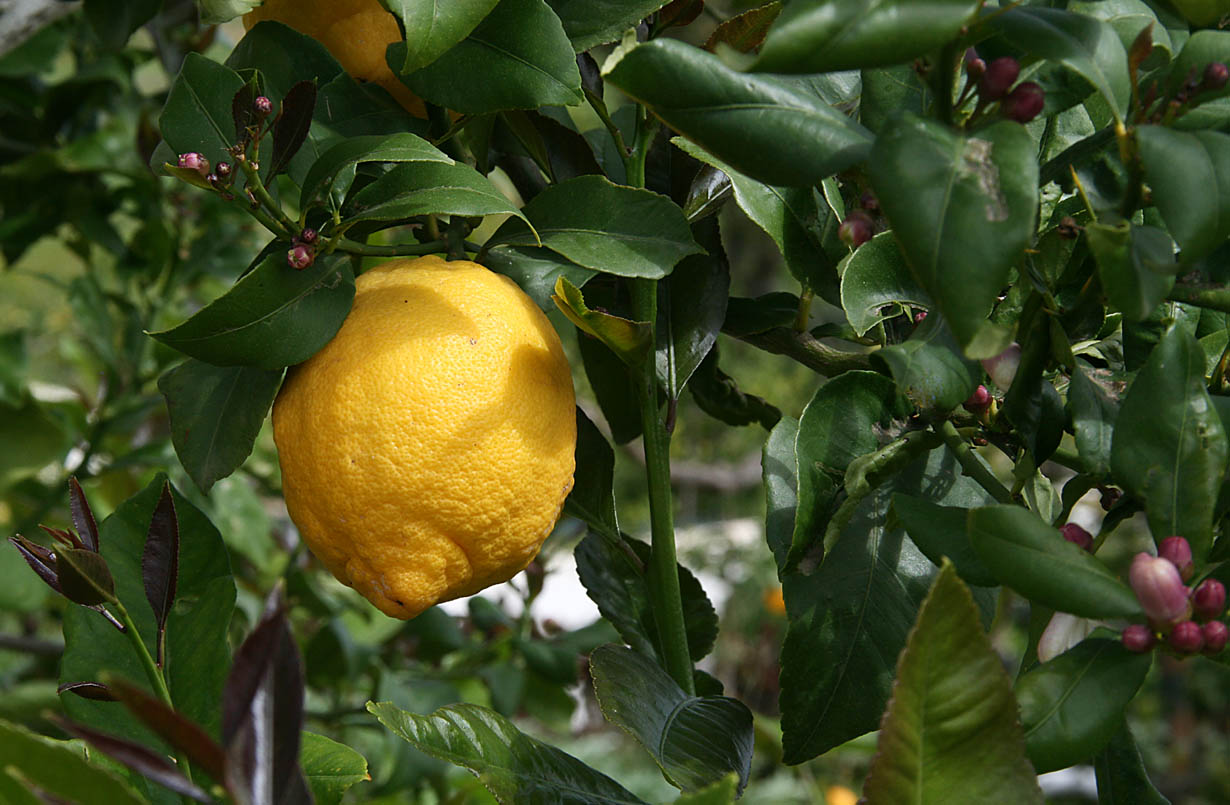
Boutons violets des fleurs de printemps

### Marque Limoré
En 2019, 15 exploitations représentant 90 ha de culture créent la Cooperativa Produttori di Limoni Associati di Rocca Imperiale qui prend en charge la promotion de la production de ses membres (certification GlobalGAP et Grasp, marque Limoré qui a des standards un peu plus élevés que l'IGP: rendement en jus de plus de 40 % et teneur en limonène de 75 %). La coopérative vise une haute qualité: fruits récoltés emballés sur place sans manipulation mécanique, et le jour même, emballages recyclables , ligne Premium avec citrons de calibre II (220 à 280 g) et III (180 à 220 g).

## Le fruit

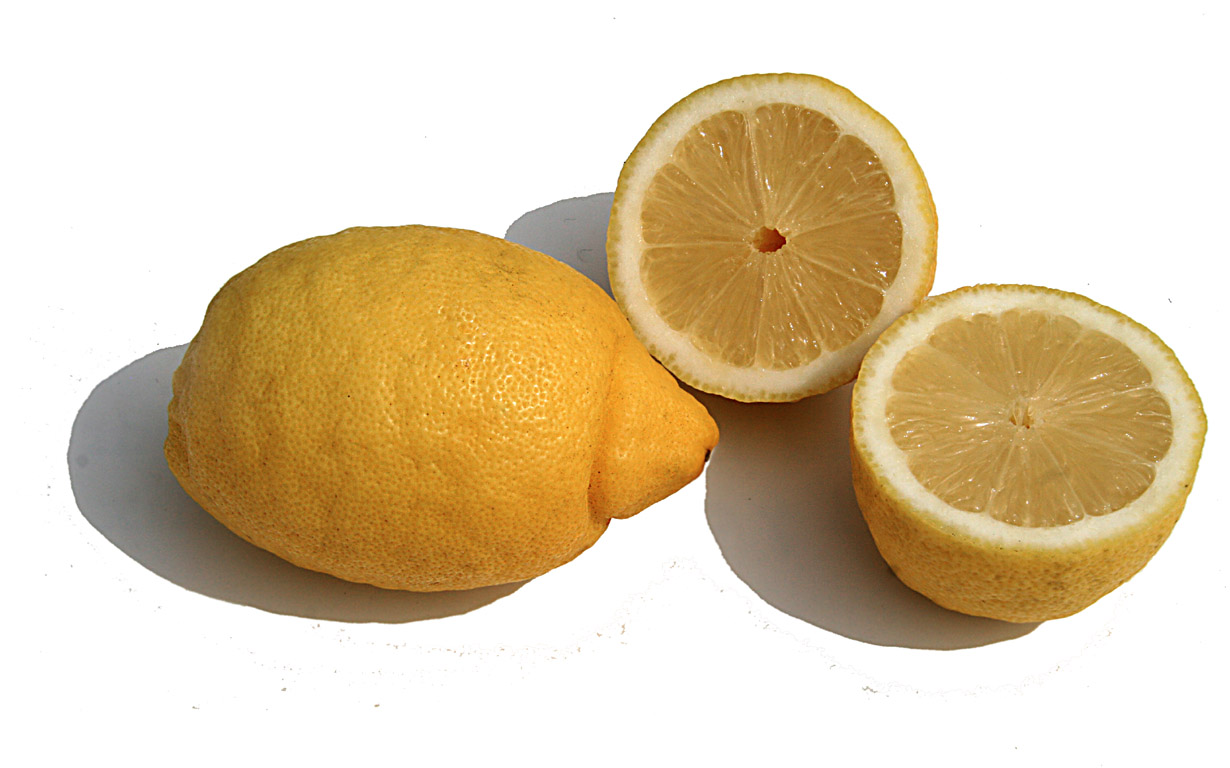
Limone Antico di Rocca Imperiale en coupe: pas de graine

Il s'agit d'un Femminiello commun, qui fructifie au terme de trois types de floraison: 
- la floraison hivernale donne le citron Primofiore (récolté en primeur à partir d'octobre),
- la floraison de printemps le Maiolino (récolté de mai à juillet) et enfin
- le Verdello (récolté d'août à octobre) qui résulte d'un forçage par stress hydrique.

Cette technique est également usuelle en Sicile. On trouve dans l'IGP les cultivars Zagaria Bianca (à fleurs blanches et fruits moyens), Lauretta, 2KR (femminiello sélectionné par CRA-ACM de Acireale en 1976) , Antico di Rocca Imperiale (sans pépins).
Le teneur minimale en limonène n'est pas exceptionnelle pour le citron chez qui elle est en moyenne de 72 à 80 % de l'huile essentielle du fruit, mais l'IGP et la marque donnent une garantie de teneur minimale, le citron Euréka largement cultivé par exemple est en dessous de ce seuil. Le gout provient aussi de la forte présence de myrcène et de γ-terpinène.
Les usages sont classiques: alimentaire (Spaghetti al limone, sorbetto et torta al limone), cosmétique, pharmaceutique et aromate.